# Kanton Port-Jérôme-sur-Seine
Kanton Port-Jérôme-sur-Seine is een kanton van het Franse departement Seine-Maritime. Het kanton maakt deel uit van het arrondissementen Le Havre. 
Het telde in 2017 30 808 inwoners, dat is een dichtheid van 95 inwoners/km².
De oppervlakte bedraagt 325,71 km².

## Geschiedenis
Dit kanton is ontstaan door de herindeling van de kantons bij decreet van 27 februari 2014, met uitwerking op 22 maart 2015. Het omvatte 27 gemeenten en kreeg de naam van de hoofdplaats : Notre-Dame-de-Gravenchon.
Op 1 januari 2016 werden drie fusiegemeenten (commune nouvelle) gevormd:
- Arelaune-en-Seine door samenvoeging van : La Mailleraye-sur-Seine en Saint-Nicolas-de-Bliquetuit
- Port-Jérôme-sur-Seine  door samenvoeging van : Auberville-la-Campagne, Notre-Dame-de-Gravenchon, Touffreville-la-Cable en Triquerville.
- Rives-en-Seine  door samenvoeging van : Caudebec-en-Caux, Saint-Wandrille-Rançon en Villequier.

Als gevolg van deze fusie werd de naam van het kanton bij decreet van 5 maart 2020 aangepast naar de nieuwe gemeentenaam van de hoofdplaats.

## Gemeenten
Het kanton Port-Jérôme-sur-Seine omvat sinds 2016 volgende 21 gemeenten:
- Anquetierville
- Arelaune-en-Seine
- Bolleville
- La Frénaye
- Grand-Camp
- Heurteauville
- Lintot
- Louvetot
- Maulévrier-Sainte-Gertrude
- Norville
- Notre-Dame-de-Bliquetuit
- Petiville
- Port-Jérôme-sur-Seine
- Rives-en-Seine
- Saint-Arnoult
- Saint-Aubin-de-Crétot
- Saint-Gilles-de-Crétot
- Saint-Maurice-d'Ételan
- Saint-Nicolas-de-la-Haie
- Trouville
- Vatteville-la-Rue